# Schmuckalgen
Die Schmuckalgen (Zygnematophyceae) wurden traditionell zu den Grünalgen gestellt, gehören jedoch zur abgeleiteten Gruppe der Charophyta und stehen somit den höheren Pflanzen näher. Eine ältere Bezeichnung für die Gruppe lautet Conjugatae. Zu ihr gehören die beiden Ordnungen Zieralgen (Desmidiales) und Jochalgen (Zygnematales).

## Merkmale
Gemeinsame morphologische Merkmale der beiden Ordnungen sind das jegliche Fehlen von begeißelten Stadien; die sexuelle Vermehrung erfolgt über Konjugation, die Verschmelzung unbegeißelter Gameten, die passiv oder aktiv durch Röhren oder Schleimhüllen zueinander gelangen. Der gesamte Zellinhalt bestimmter Zellen (Gametocysten) wandelt sich dabei in einen unbegeißelten Gameten um. Alle Gameten sind gleichgestaltet. Die Verschmelzung zweier Gameten wird in diesem Fall als Konjugation bezeichnet. Die diploide Zygote ist eine dickwandige Dauerzygote. Vegetative Vermehrung erfolgt durch einfache Zellteilung.
Die Vertreter Zygnematophyceae sind einzellige oder fädige Algen, die Fäden sind stets unverzweigt, einreihig und zerfallen leicht. Die Chloroplasten besitzen Pyrenoide und können sehr vielgestaltig sein. In speziellen Vakuolen finden sich spezifische Einschlüsse: Gerbstoffe bei Zygnematales, Gips bei einigen Desmidiales. Die Zellwand ist schleimig, geschichtet und glatt (Jochalgen) oder skulpturiert (Zieralgen).

## Vorkommen
Die Schmuckalgen sind Süßwasserbewohner. Sie leben überwiegend am Gewässergrund (Benthos), seltener im freien Wasserkörper (Plankton). Ein kleiner Teil der Arten sind als Bodenbewohner Teil des Edaphons oder als Besiedler von Gletscheroberflächen Teil der Kryoflora.

## Systematik
Neueste molekularbiologische Studien deuten darauf hin, dass die Zygnematophyceae die Schwestergruppe zu den Vorfahren der Landpflanzen sein könnten. Traditionell wird diese Rolle den morphologisch komplexeren Armleuchteralgen zugeschrieben.
Die Schmuckalgen sind mit rund 4000 Arten die artenreichste Algengruppe innerhalb der Charophyta. Die Schmuckalgen wie auch die Ordnung der Zieralgen sind monophyletisch, während die Jochalgen eine paraphyletische Gruppe bilden.
- Ordnung Jochalgen (Zygnematales)
- Ordnung Zieralgen (Desmidiales)